# Château de Morlanne
Le château de Morlanne est un ancien château fort édifié au XIVe siècle par l'architecte Sicard de Lordat à la demande de Gaston Fébus dans le cadre du système défensif du Béarn, qui se dresse sur la commune française de Morlanne, dans le département des Pyrénées-Atlantiques.
Le château fait l'objet d'une inscription partielle aux monuments historiques.

## Localisation
Le château occupe une butte de plan circulaire, séparée du plateau sur lequel est bâtie le village de Morlanne, dans le département français des Pyrénées-Atlantiques.

## Historique
Bien que le château, édifié par l'architecte Sicard de Lordat, fût commandé par Gaston Fébus en 1373, son premier propriétaire fut Arnaud-Guilhem de Béarn, son demi-frère. Le domaine lui fut confié afin de surveiller le centre de son dispositif défensif face à la Gascogne qui était possession du roi d'Angleterre. À la suite de la disparition de l'héritier d'Arnaud-Guilhem, le château revint aux seigneurs de Béarn.
Mais en 1469 Catherine de Coarraze vendit le château à Odet d'Aydie un cadet de Gascogne qui fit fortune en entrant en grâce auprès de Louis XI. Il transmit le domaine à ses héritiers qui le conservèrent jusqu'au milieu du XVIe siècle.
Mariages après mariages la seigneurie revint à la famille De Montesquiou originaire de la vallée d'Ossau. Ils ne purent conserver longtemps le domaine et laissèrent leur place à Isaac de Freixe (ou de Fraische), maréchal de Louis XIV en 1643. Morlanne fut par la même occasion élevée au rang de baronnie. Isaac de Freixe eut une héritière, Anne, qui épousa Jean de Sarrabeig. Leur fils, Jean de Freixe épousa Isabeau de Candeau, de la maison des Candeau à Garos, en 1692.
Cette dynastie se poursuivit jusqu'en 1816. Son dernier représentant était conseiller au Parlement de Navarre.

## Description
Le château, de dimensions modestes, est constitué d'une enceinte polygonale en appareil de briquettes, de grès et de galets ronds, matériaux qui permettent la construction rapide de la forteresse en huit ans. Elle est renforcée de deux tours autour d'un logis seigneurial de la fin du XVIe siècle, qui a été restaurée en 1971, par l'historien Raymond Ritter. Un fossé demi-annulaire en eau au pied de la muraille, avec l'une des deux tours, complète la défense du côté nord, où l'on observe un affaiblissement du relief reliant la butte au plateau voisin sur lequel s'est développé, à l'entrée de l'isthme d'accès le village avec son église fortifiée.
À l'origine un puissant bâtiment de 1373, avec portes, cour, douves et haut donjon, il présente aux visiteurs une importante collection de meubles, peintures (dont un dessin de Maurice Quentin de La Tour et un de Jean Honoré Fragonard), tapisseries et de sculptures.

## Protection
Sont inscrites par arrêté du 18 février 1975 :
- les façades et toitures.

Le château est également recensé à l'Inventaire général du patrimoine culturel.